# Имбриани, Витторио
Витторио Имбриани (итал. Vittorio Imbriani; 27 октября 1840, Неаполь, Королевство Обеих Сицилий, — 1 января 1886, Помильяно-д'Арко, Италия) — итальянский поэт, критик и политический деятель.

## Биография
Витторио Имбриани родился 27 октября 1840 года в городе Неаполе. Получил основательное филологическое и философское образование в Неаполе, Цюрихе и Берлине.
Добровольцем принял участие в Австро-итало-французской войне (1859).
Преподавал в Неаполе, Флоренции и Риме. Основал «Неаполитанский журнал философии и литературы» (1872), развивавший гегельянские идеи. Ревностно занялся собиранием народных песен и сказаний, которые помещены в изданных им сборниках: «Canti popolari delle Provincie meridionali» (2 vol., Турин, 1871—1872); «Fiabe toscane» (Неаполь, 1876), «Canti pomiglianesi» (Неап., 1877); «La novellaja fiorentina» (Ливорно, 1878) и «La novellaja milanese» (Ливорно, 1878).
Имбриани написал также довольно много стихотворений, собранных им под заглавием «Esercizi di prosodia» (Неаполь, 1874); в числе их обращают на себя внимание две большие поэмы: «Pietro de Mulieribus» и «Trahison de Gallerano». Помимо этого Имбриани напечатал ценные комментарии к Данте.
Считается участником движения Скапильятура.
Витторио Имбриани умер 1 января 1886 года в Помильяно-д'Арко.